# Oecetis rafaeli
Oecetis rafaeli är en nattsländeart som beskrevs av Oliver S. Flint Jr. 1991. Oecetis rafaeli ingår i släktet Oecetis och familjen långhornssländor. Inga underarter finns listade i Catalogue of Life.